# Сигетий, Степан Васильевич
Степан Васильевич Сигетий (1926—2014) — советский и украинский художник.

## Биография
Сигетий Степан Васильевич родился 5 марта 1926 г. в с. Олешник (ныне Береговского района Закарпатской области) в многодетной крестьянской семье.
Он автор более 100 разных картин с разной тематики: деревянные церкви, пейзажи, натюрморты. Некоторые картины написаны в жанре соцреализма. Самые известные среди них — это серия картин с деревянными церквями Карпат, преимущественно Закарпатья . Его учителями были известные художники Закарпатской школы: Адальберт Эрдели, Антон Кашшай и Золтан Золтан Шолтес[2].
Степан Сигетий — первый из художников Закарпатья, который начал рисовать деревянные церкви Закарпатья как целостную серию и фиксировать культурное сакральное уникальное наследие.
Более чем за 30 лет он изобразил с натуры более 60 различных деревянных церквей Закарпатья. Рисовать эти церкви было призывом его души, он был воодушевлен их уникальностью и самобытностью, большинство из которых являются православными и греко-католическими церквями и архитектурными шедеврами Карпатского региона. На его полотнах увековечены отдельные деревянные церкви Карпат, которые уже утрачены, в частности, церковь в с. Нересница и с. Кривая, поэтому иногда увидеть их можно только на картинах художника.
Вера в добро, оптимистические настроения и яркие эмоции преобладают в работах Степана Васильевича Сигетия. Выдающимся наследием художника являются также картины «Мукачевский замок» (1985), «Монастырь Хор Вирап у подножия Арарата» (1987), «Церковь Св. Екатерины в Будапеште» (1990), а также картины с пейзажами Закарпатья, Венгрии, Словакии и Армении.
Деревянные церкви карпатского региона Польши и Украины — группа исторически ценных уникальных деревянных церквей, которые занесены в список Мирового наследия ЮНЕСКО.
Творческое наследие Степана Васильевича Сигетия является ярким достоянием советской культуры и культуры Европы.

## Работы

Сигетий Степан Васильевич. Церковь св. Николая в с. Сокирница, 1986 г.

Степан Васильевич Сигетий. Церковь в селе  Кривая, 1986 г.
Сигетий Степан Васильевич. Лемковская Покровская церковь, с. Плоское, 1986 г.
Сигетий Степан Васильевич. Церковь св. Катерины в Будапеште, 1990 г.